# 克氏夢角鮟鱇
克氏夢角鮟鱇，為輻鰭魚綱鮟鱇目棘茄魚亞目夢角鮟鱇科的其中一種。分布於西南太平洋區的澳洲、東南大西洋大約30°S,5°E.、印度洋凱爾蓋朗群島西方海域，屬深海魚類，棲息深度0-2000公尺，雌魚體長可達11.1公分，雄魚體長可達2公分，生活習性不明，不具任何經濟價值。

## 扩展阅读
維基物種上的相關：克氏夢角鮟鱇